# SS-Truppenübungsplatz Böhmen

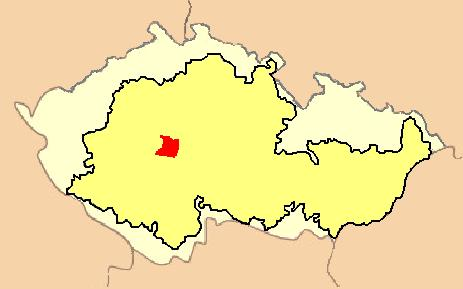
SS-Truppenübungsplatz Böhmen
Truppenübungsgelände
Reichsprotektorat

Der SS-Truppenübungsplatz Böhmen (bis 1943: SS-Truppenübungsplatz Beneschau) war ein Truppenübungsplatz der Waffen-SS während des Zweiten Weltkrieges in der besetzten Tschechoslowakei.

## Geschichte
Die Errichtung des im Reichsprotektorat Böhmen und Mähren gelegenen Truppenübungsplatzes Beneschau wurde formell am 1. November 1941 beschlossen, nachdem bereits im Sommer 1941 die Entscheidung darüber getroffen worden war. Die entsprechenden Vorbereitungen wurden zu Beginn des Jahres 1941 unter dem Kommando des SS-Standortkommandanten von Prag, Julian Scherner, begonnen.
Der zwischen den Flüssen Moldau und Sasau gelegene Truppenübungsplatz war im Norden von der Straße von Benešov über Týnec nad Sázavou nach Kamenný Přívoz und der Einmündung der Sasau in die Moldau begrenzt. Seine westliche Ausdehnung reichte bis zum Tal der Moldau. Nach Osten hin bildete die Bahnstrecke Tábor–Votice die Grenze. Im Süden reichte das Militärgebiet bis zur Straße von Líchovy über Dublovice nach Sedlčany. Sitz des Generalstabes war ab 1943 das Schloss Konopiště (Konopischt).
Am 1. September 1942 begann in der ersten Etappe die Zwangsaussiedlung von 71 Ortschaften um den Markt Neweklau, die bis zum Ende des Jahres 1943 abgeschlossen war. Für die Schaffung des 44.000 ha großen Militärgeländes wurden bis dahin insgesamt 17.647 Menschen vertrieben. Im September 1943 erhielt der Truppenübungsplatz die Bezeichnung SS-Truppenübungsplatz Böhmen. 1943 begann die Räumung der Stadt Beneschau und weiterer Orte. Damit wurden insgesamt 65 Gemeinden mit 144 Siedlungen geräumt und 30.986 Menschen vertrieben. Von der Räumung betroffen waren 5682 Häuser und 8619 Familien.
Nach der deutschen Kapitulation wurde der Truppenübungsplatz aufgelöst. Ab Mai 1945 kehrten die ausgesiedelten Bewohner in ihre durch die Übungen verwüsteten Heimatorte zurück. Bis zum Ende des Jahres 1945 war die Wiederbesiedlung abgeschlossen.
1996 wurde im Kasernenbereich bei Lešany das Militärtechnische Museum Lešany eröffnet.

## Angeschlossene Einrichtungen
Angeschlossen an die SS-Wach-Kompanie des Truppenübungsplatzes waren die SS-Artillerie-Schule II Beneschau, die SS-Panzergrenadier-Schule Prosetschnitz bzw. später SS-Panzergrenadier-Schule Kienschlag genannt, die SS-Panzerjäger-Schule Janowitz, die SS-Pionier-Schule Hradischko, die SS-Pionier-Technische Lehranstalt, die SS-Sanitäts-Schule Prag-Beneschau einschließlich des SS-Lazarettes Prag-Podol, das SS-Lazarett in der Kriegsblinden-Schule Prag und die Reichsschule für Leibeserziehung Prag. Am 1. Juni 1944 wurde noch die SS-Junkerschule Prag-Dewitz angegliedert.

### Arbeits- und Konzentrationslager
Daneben wurden auf dem Gelände nach und nach verschiedene Arbeitslager eingerichtet, die ursprünglich nur tschechische bzw. deutsche Gefangene aufnehmen sollten, die als Arbeitskräfte am Übungsplatz benötigt wurden, später wurde diese Einschränkung jedoch aufgehoben. Es entstanden unter anderem folgende Einrichtungen:
- einige „Sondererziehungslager“ für (männliche) Erwachsene, die sich weigerten, zu arbeiten
- einige „Sonderlager“ für Gefangene, die Nachkommen aus gemischten jüdischen Familien bzw. Ehegatten jüdischer Frauen waren
- Gefangenenlager für SS-Angehörige, die strafbar geworden sind, und für politische Gefangene
- sowie weitere „Sonderarbeitslager“

Ab etwa 1943 wurden einige dieser Lager umfunktioniert und zu Außenstellen des Konzentrationslagers Flossenbürg ausgebaut. Aufgrund katastrophaler Verhältnisse starb beispielsweise im KZ in Vrchotové Janovice 1945 etwa die Hälfte der Gefangenen infolge einer Typhusepidemie. Das berüchtigtste Lager befand sich in Hradischko, in dem zum Ende des Krieges zahlreiche Gefangene erschossen wurden.

## Kommandeure
- 20. Januar 1941 – 4. September 1941: SS-Oberführer Julian Scherner
- 1. November 1941 – 16. Juni 1942: SS-Brigadeführer und Generalmajor der Waffen-SS Bernhard Voß
- 20. Juni 1942 – 20. Juli 1942: SS-Brigadeführer und Generalmajor der Polizei Alfred Karrasch
- 21. Juli 1942 – 1. Oktober 1942: SS-Standartenführer Johann Feil
- 7. Oktober 1942 – 8. Mai 1945: SS-Brigadeführer und Generalmajor der Polizei Alfred Karrasch